# Lemmikküla
Koordinaten: 58° 49′ N, 24° 3′ O
Lemmikküla (deutsch Lenneküll) ist ein Dorf (estnisch küla) in der Landgemeinde Lääne-Nigula (bis 2017: Landgemeinde Kullamaa) im Kreis Lääne in Estland.

## Einwohnerschaft und Lage
Der Ort hat neun Einwohner (Stand 31. Dezember 2011). Es liegt 31 Kilometer südöstlich der Landkreishauptstadt Haapsalu.